# کامبوریچ
کامبوریچ (به پرتغالی: Camboriú) یک منطقهٔ مسکونی در برزیل است که در سانتا کاتارینا واقع شده‌است. کامبوریچ ۲۱۴٫۵ کیلومتر مربع مساحت و ۸۵٬۱۰۵ نفر جمعیت دارد و ۸ متر بالاتر از سطح دریا واقع شده‌است.